# بيكلوميتازون
بيكلوميتازون (الأسماء التجارية بيكوتيد، بيكلوكورت) أوبيكلوميثازون، هو مركب عضوي مِن الهرمونات القشرية السكرية كورتيكوستيرويد، يتم تسويقه في النرويج وروسيا.إستر البكلوميتازون، ديبروبيونات البكلوميتازون يَتم تسويقها أيضاً وتستخدم على نطاق واسع.